# Vance, Alabama
Vance là một thị trấn thuộc quận Tuscaloosa, bang Alabama, Hoa Kỳ. Dân số năm 2009 là 1220 người, mật độ đạt 46 người/km².